# Episodi di Borgen - Il potere (prima stagione)
La prima stagione della serie televisiva Borgen - Il potere è stata trasmessa sul canale danese DR1 dal 26 settembre al 28 novembre 2010.
In Italia la stagione è stata trasmessa in prima visione assoluta dall'11 maggio 2013 al 7 giugno 2013 su LaEffe.
| Nº | Titolo originale              | Titolo italiano                | Prima TV Danimarca | Prima TV Italia |
| -- | ----------------------------- | ------------------------------ | ------------------ | --------------- |
| 1  | Dyden i midten                | La virtù sta nel mezzo         | 26 settembre 2010  | 11 maggio 2013  |
| 2  | Tæl til 90                    | 90 seggi                       | 3 ottobre 2010     | 11 maggio 2013  |
| 3  | Det muliges kunst             | L'arte dell'impossibile        | 10 ottobre 2010    | 17 maggio 2013  |
| 4  | 100 dage                      | I primi cento giorni           | 17 ottobre 2010    | 17 maggio 2013  |
| 5  | Mænd der elsker kvinder       | Uomini che amano le donne      | 24 ottobre 2010    | 24 maggio 2013  |
| 6  | Statsbesøg                    | Visita di stato                | 31 ottobre 2010    | 24 maggio 2013  |
| 7  | Ikke se, ikke høre, ikke tale | Non vedo, non sento, non parlo | 7 novembre 2010    | 31 maggio 2013  |
| 8  | Agurketid                     | Scheletri nell'armadio         | 14 novembre 2010   | 31 maggio 2013  |
| 9  | Del og hersk                  | Divide et impera               | 21 novembre 2010   | 7 giugno 2013   |
| 10 | Første tirsdag i oktober      | A caro prezzo                  | 28 novembre 2010   | 7 giugno 2013   |

## La virtù sta nel mezzo
- Titolo originale: Dyden i midten
- Diretto da: Søren Kragh-Jacobsen
- Scritto da: Adam Price, Tobias Lindholm e Jeppe Gjervig Gram
- Citazione di apertura: "Un principe non dovrebbe avere altro scopo o pensiero se non la guerra, la sua organizzazione e disciplina" (Niccolò Machiavelli)

### Trama
Birgitte Nyborg è la segretaria dei Moderati, partito centrista di opposizione che ha chiuso un accordo con i Laburisti di Michael Laugesen per scalzare dal governo i Liberali del Ministro di Stato uscente Lars Hesselboe. A tre giorni dalle elezioni parlamentari, Laugesen annuncia un improvviso cambio di rotta dei Laburisti in materia di immigrazione, promettendo un irrigidimento nella concessione dei visti ai rifugiati; una mossa letta soprattutto come il tentativo di arginare la crescita nei sondaggi del Partito della libertà, formazione di estrema destra guidata dal ribelle Svend Åge Saltum. Hesselboe è costretto a volare a Londra, dove la moglie affetta da shopping compulsivo è rimasta bloccata in un negozio per aver speso 10.000 €, saldando il conto con la carta di credito ministeriale. Katrine Fønsmark, giovane giornalista del canale TV1, ha una relazione clandestina con Ole Dahl, capo dello staff di Hesselboe. Dahl è stroncato da un improvviso attacco cardiaco e l'agitata Katrine chiede aiuto all'amico Kasper Juul, ambizioso e senza scrupoli spin doctor di Birgitte Nyborg.
Birgitte si assume la responsabilità di rompere il patto con i Laburisti, poiché la svolta repressiva sull'immigrazione è indigeribile per i Moderati. Mentre sta ripulendo l'appartamento di Dahl, Kasper si imbatte nei documenti che provano la spesa a fini personali effettuata da Hesselboe a Londra, offrendoli a Birgitte affinché possa usarli come arma per affossare il Ministro di Stato nel dibattito televisivo tra i leader di partito previsto negli studi di TV1. Tuttavia, la Nyborg non ha intenzione di giocare sporco e vuole sconfiggere Hesselboe sul piano delle idee. Kasper stenta a nascondere il disappunto per le ultime decisioni di Birgitte, la rottura con i Laburisti e il mancato utilizzo dei documenti contro Hesselboe, asserendo che così facendo condannerà i Moderati a restare all'opposizione. Ancora sotto shock per la morte di Dahl, Katrine riceve dal caporedattore di TV1 Torben Friis la notizia che è stata scelta per moderare il dibattito tra i leader politici. Hanne Holm, la collega più esperta a cui è stata tolta la conduzione perché ha ricominciato a bere, accusa Katrine di averla pugnalata alle spalle in nome della sua sfrenata ambizione.
Al dibattito Laugesen attacca Hesselboe per la vicenda di Londra, di cui è venuto a conoscenza tramite Kasper che gli ha ceduto l'arma rifiutata da Birgitte. Costei tiene un discorso pragmatico e misurato, evitando le facili promesse degli avversari e invitando i danesi a riscoprire i loro veri valori. Al termine della diretta, Birgitte licenzia Kasper per averle disobbedito; a nulla valgono le giustificazioni dello spin doctor, secondo cui una vittoria dei Laburisti convincerà i Moderati a governare insieme. Le urne smentiscono le previsioni di Kasper. I Laburisti sono effettivamente il primo partito con trentacinque seggi, ma il risultato è decisamente inferiore alle aspettative, mentre i Liberali precipitano a trentadue seggi; gli elettori hanno voluto punire sia la sicumera di Laugesen che l'inganno di Hesselboe. I veri vincitori del voto sono i Moderati che guadagnano dodici seggi, salendo a quota trentuno, così come il Partito della Libertà che tocca la soglia di ventinove seggi. Rincasata dai festeggiamenti, Birgitte comunica al marito Philip che è stato proposto a lei l'incarico di Ministro di Stato.

## 90 seggi
- Titolo originale: Tæl til 90
- Diretto da: Søren Kragh-Jacobsen
- Scritto da: Adam Price, Tobias Lindholm e Jeppe Gjervig Gram
- Citazione di apertura: "Il Principe deve essere sempre consapevole che è molto più sicuro essere temuti che amati" (Niccolò Machiavelli)

Composizione del Parlamento a seguito delle elezioni

### Trama
Ricevuto dalla regina l'incarico di formare il governo, Birgitte teme di non riuscire a mettere insieme la coalizione con Laburisti, Verdi e Movimento solidale, composta da 91 seggi contro gli 88 delle opposizioni. L'incognita principale è rappresentata dai Laburisti, i quali hanno incassato il peggior risultato della loro storia che fa presagire possibili contraccolpi alla leadership di Laugesen. Saltum, il primo leader ricevuto nelle consultazioni, suggerisce a Birgitte di comportarsi da vincitrice e non assumere atteggiamenti troppo conciliatori. Katrine ottiene da Torben di poter seguire il funerale di Dahl nella speranza di trovare pace, visto che continua a soffrire per averlo abbandonato cadavere nel suo appartamento. Hanne è licenziata da TF1, strigliando Katrine sul fatto che la redazione sta facendo gossip e non seguendo a dovere gli ultimissimi sviluppi politici.
Laugesen rivendica che deve essere lui il primo ministro, in qualità di leader del primo gruppo parlamentare, tanto da aver condotto trattative parallele con i Verdi e il Movimento solidale per formare un governo in cui i Moderati non sono necessari. Troels Höxenhaven, uno dei due vice di Laugesen, si mette in contatto con Birgitte perché è in grado di defenestrarlo dalla guida dei Laburisti. Katrine confessa alla madre che era l'amante di Dahl e di averlo visto morire. Durante il funerale inizia a girare la notizia che Laugesen sarà sfiduciato dal proprio partito per frasi razziste. Purtroppo per Birgitte, come successore di Laugesen è designato l'altro vicesegretario, Bjørn Marrot. Birgitte non intende appoggiare Marrot come primo ministro, non reputandolo adatto alla carica. Hesselboe appare a TV1 con la moglie per chiarire come si sono svolti i fatti a Londra, millantando che il loro matrimonio si è persino rafforzato.
Hesselboe propone a Birgitte di formare un governo Liberali-Moderati-Nuova Destra, in cui i Moderati conterebbero cinque ministeri e a Birgitte sarebbe assegnato il dicastero dell'Industria. Bent Sejrø, il fidato braccio destro di Birgitte, la convince a non cedere alle lusinghe di un Hesselboe uscito indebolito dal voto e il cui unico obiettivo è sopravvivere politicamente, ammonendola che d'ora in poi non avrà più amici nei palazzi della politica e deve unicamente prendere in mano la Danimarca. Birgitte torna quindi al tavolo con Laburisti, Verdi e Movimento solidale, riprendendo l'idea originaria di lei primo ministro e avvertendoli che, in caso di loro rifiuto, accetterà la proposta di Hesselboe. Appena prima di andare in onda al telegiornale, Katrine scopre di essere incinta. Birgitte diventa il primo Ministro di Stato donna nella storia della Danimarca, guidando l’esecutivo più giovane di sempre.

## L'arte dell'impossibile
- Titolo originale: Det muliges kunst
- Diretto da: Rumle Hammerich
- Scritto da: Adam Price, Tobias Lindholm e Jeppe Gjervig Gram
- Citazione in apertura: "La democrazia è la peggior forma di governo - eccezion fatta per tutte quelle altre forme che si sono sperimentate finora" (Winston Churchill)

### Trama
A meno di due mesi dalle elezioni, il governo Nyborg affronta il suo primo banco di prova, la legge finanziaria. Laugesen si è riciclato come editore capo del quotidiano Ekspres, da cui promette di cannoneggiare colei che gli ha soffiato la poltrona di primo ministro. Anche Kasper ha trovato la scappatoia del giornalismo, facendosi assumere a TV1 per affiancare Katrine. I due hanno avuto una relazione tre anni prima, terminata quando Katrine si era accorta che Kasper mentiva a proposito della sua famiglia. Due deputati laburisti, in dissenso verso la finanziaria, lasciano il loro partito, facendo perdere la maggioranza a Birgitte. Nel frattempo, il Ministro di Stato ingaggia il professore di retorica Tore Gudme come nuovo spin doctor, una nomina sollecitata da Sejrø perché c'è assoluto bisogno di qualcuno che gestisca i rapporti con i media.
I due deputati ribelli voteranno la finanziaria soltanto se verrà concessa loro la costruzione di un'autostrada, alla quale però i Verdi sono fermamente contrari. Birgitte cerca di pescare consensi tra i Liberali, auspicando nel senso di responsabilità di Hesselboe, al quale si vede costretta a garantire che non aprirà alcuna commissione d'inchiesta su Londra. Kasper suggerisce a Katrine di abortire, non potendosi permettere una gravidanza proprio adesso che è diventata l'annunciatrice di punta del telegiornale, a maggior ragione considerando che porta in grembo il figlio di Dahl. Laugesen sferra un attacco a Birgitte il giorno di Natale, rivelando una liaison sentimentale tra lei e Tore. Quest'ultimo insiste per affrontare Laugesen in un dibattito su TV1, con Katrine chiamata a moderarlo.
Tore combina un disastro al dibattito, affermando che la libertà di stampa non dovrebbe valere per persone senza scrupoli come Laugesen. Birgitte si vede costretta a licenziare lo spin doctor, richiamando Kasper. Quando i deputati ribelli iniziano ad alzare la posta, Birgitte si accorda con Yvonne Kjær della Nuova Destra, alleata dei Liberali, per ottenere i voti necessari all'approvazione della finanziaria. Questo asso nella manica calato da Birgitte le fa guadagnare il rispetto della stampa. Nel suo primo discorso di fine anno il Ministro di Stato lancia una stilettata ai Laburisti, ribadendo come l'aiuto ai popoli meno fortunati debba essere la priorità del governo. Dopo aver avuto un incontro poco piacevole al cimitero con la vedova di Dahl, Katrine ha preso la difficile decisione di abortire.

## I primi cento giorni
- Titolo originale: 100 dage
- Diretto da: Rumle Hammerich
- Scritto da: Adam Price, Tobias Lindholm e Jeppe Gjervig Gram
- Citazione in apertura: "Negare l'esistenza di un fantasma è il sistema migliore per dargli importanza" (Detto groenlandese)

### Trama
Mentre il governo di Birgitte si avvicina al traguardo dei cento giorni, Katrine riceve da Carsten Ockles, maggiore della difesa che pretende l’anonimato, alcune fotografie ritraenti prigionieri politici della CIA nella base aerea di Thule, in Groenlandia. Non contento di come i media e lo stesso governo stiano sottovalutando la questione, Ockles fornisce a Katrine ulteriori prove circa la detenzione illegale dei prigionieri. Il primo ministro groenlandese Jens Enok Berthelsen rassicura Birgitte che l'episodio non intaccherà i rapporti tra l'isola, che ha appena ottenuto l'autonomia finanziaria, e la Danimarca. Dopo che Torben ha autorizzato la pubblicazione del nuovo materiale, Katrine chiede a Kasper di avere un commento da Birgitte. La stessa Katrine ha ricevuto la visita di due falsi poliziotti che hanno tentato di estorcerle informazioni su chi le ha fornito i documenti.
Nell'intervista a TV1 Birgitte chiarisce che il volo dei prigionieri ha effettuato un atterraggio di emergenza, specificando che non è a conoscenza di altri episodi simili. Ockles si arrabbia con Katrine per non aver pubblicato il materiale, decisione presa da Torben perché altrimenti il network avrebbe rischiato conseguenze penali per divulgazione di informazioni sensibili per la sicurezza nazionale. Hanne, che adesso scrive per l'Ekspres, mostra a Katrine che tutti i giornali, in solidarietà con i colleghi di TV1, hanno pubblicato la storia che si voleva censurare. Katrine accoglie Ockles in redazione per avere l'esclusiva sul fatto che il Ministro di Stato ha mentito a proposito dell'assenza di altri voli. Come segno distintivo dei cento giorni di governo, Birgitte si concede una visita ufficiale in Groenlandia, mentre il presidente degli Stati Uniti annuncia che la prossima estate verrà in Danimarca a rinsaldare le relazioni diplomatiche.
Berthelsen non mostra a Birgitte la stessa cordialità manifestata durante la sua visita nella capitale. Il Ministro di Stato decide di mostrarsi più interessata ai problemi della Groenlandia, incontrandone gli abitanti e affrontando con Berthelsen la piaga dei suicidi tra i giovani inuit. Sul volo di ritorno, Birgitte comunica a Kasper che è sua intenzione rivedere gli accordi con gli americani sulla base di Thule. Ockles si tira indietro dall'intervista a TV1, a causa di ombre nel suo passato che gli causerebbero conseguenze qualora si facesse intervistare da Katrine, togliendosi la vita. Nonostante Torben l'abbia autorizzata a raccontare ugualmente la storia, Katrine decide di non farlo, così da onorare la memoria di Ockles. Birgitte ha ottenuto ciò che voleva, ovvero un tavolo negoziale tra Stati Uniti e Groenlandia per ridiscutere la presenza statunitense sull'isola.

## Uomini che amano le donne
- Titolo originale: Mænd der elsker kvinder
- Diretto da: Annette K. Olesen
- Scritto da: Adam Price, Tobias Lindholm e Jeppe Gjervig Gram
- Citazione di apertura: "La storia ci ha mostrato che tutti i profeti armati vinsero e i disarmati andarono in rovina" (Niccolò Machiavelli)

### Trama
Il governo presenta un decreto che introduce quote rosa obbligatorie nei consigli d'amministrazione delle società private. Henriette Klitgaard, ministra dello Sviluppo economico e artefice del provvedimento, viene messa alla berlina dall'Ekspres per alcune fotografie sensuali risalenti ai suoi trascorsi da modella. Pernille Madsen, ministra delle Pari opportunità, contesta la scelta di Birgitte di assegnare il decreto al dicastero della Klitgaard, la quale incarnerebbe un modello di femminilità diverso da quello propugnato dai Laburisti. L'influente imprenditore Joachim Chrone contesta apertamente il decreto, minacciando di spostare la produzione all'estero. Birgitte intende sfruttare le quarantotto ore di tempo concesse da Chrone prima di decidere, anche se diversi ministri del suo governo temono i contraccolpi derivanti dall'inimicarsi il manager più potente di Danimarca.
Kasper si arrabbia con Katrine per aver programmato un'intervista alla Madsen, evidenziando la diatriba in corso tra lei e la Klitgaard. Ad appesantire il rapporto tra lo spin doctor e la giornalista c'è la frequentazione che quest'ultima ha appena iniziato con l'istruttore di fitness Benjamin. Birgitte intuisce che il marito Phillip ha avuto una relazione con la Klitgaard quando erano colleghi di lavoro. Kasper scopre che Chrone controlla l'Ekspres e le altre testate che stanno conducendo la campagna denigratoria contro la Klitgaard. In un confronto a TV1 tra Klitgaard e Laugesen, la ministra accusa pubblicamente l'ex segretario laburista di essere al soldo di Chrone, con Katrine che solidarizza con lei e chiude l'intervista, senza dare modo a Laugesen di replicare. Birgitte se la prende con Kasper, reo di aver forzato la Klitgaard ad andare in televisione.
Ragionando a freddo, Birgitte si convince che Chrone non darà seguito alla sua minaccia, dato che non si sognerebbe mai di avventurarsi in una delocalizzazione alla sua età. Il Ministro di Stato bluffa con l'imprenditore, riuscendo a fargli digerire le quote rosa in cambio di uno slittamento di due anni degli adeguamenti ai combustibili fossili. Alla sede del governo arriva una busta contenente rivelazioni inerenti alla Klitgaard, la quale avrebbe largamente falsificato il proprio curriculum. Birgitte dà il benservito alla ministra dello Sviluppo economico, soprattutto perché era stata lei a sceglierla come tecnico, costringendola a dimettersi in cambio del silenzio sui suoi inganni. Madsen assume l'interim dello Sviluppo economico, oltre a ottenere un posto nella Commissione per la sicurezza nazionale che aveva sollecitato. Kasper vede Katrine e Benjamin baciarsi.

## Visita di Stato
- Titolo originale: Statsbesøg
- Diretto da: Annette K. Olesen
- Scritto da: Adam Price, Tobias Lindholm e Jeppe Gjervig Gram
- Citazione di apertura: "La politica è guerra senza spargimento di sangue, mentre la guerra è politica con spargimento di sangue" (Mao Zedong)

### Trama
Birgitte è pronta a ricevere il primo leader straniero da quando è diventata Ministro di Stato. Alexander Grozin è il controverso presidente della Turgisia, piccola repubblica autonoma situata tra Russia e Ucraina, che perseguita la minoranza dei sarkesiani, di cui fa parte il dissidente Vladimir Bayanov che si trova in Danimarca per promuovere la propria causa. L'arrivo di Grozin suscita umori contrastanti nel governo. Mentre il leader dei Verdi Amir Dwian esulta per aver finalizzato un importante accordo di vendita di impianti eolici alla Turgisia, la segreteria del Movimento solidale Anne Sophie Lindenkrone contesta l'assegnazione a Grozin della presidenza dell'Organizzazione per la sicurezza e lo sviluppo democratico. Birgitte obbliga Phillip a vendere le azioni della North Wind, la società che fornirà gli impianti eolici alla Turgisia, evitando un conflitto d'interesse familiare. Come se non bastasse, proprio in questi giorni Birgitte ospita a casa il padre Per, convinto fan di Bayanov, nel frattempo intervistato da Katrine su TV1.
Grozin contesta a Birgitte di non aver ottemperato alla richiesta dell'ambasciata della Turgisia di arrestare Bayanov, accusandolo di un attentato nel quale sono morti otto poliziotti. L'intervista di Katrine a Bayanov sta riscuotendo grande successo a livello internazionale, rendendo ancora più difficile per Birgitte decide di autorizzare l'arresto, in presenza peraltro di prove non schiaccianti a suo carico. Katrine ha in programma una nuova intervista a Bayanov in contemporanea al ricevimento in onore di Grozin. Messa alle strette da quest'ultimo che minaccia di cancellare l'accordo sull'eolico, Birgitte si vede costretta a ordinare l'arresto di Bayanov, il quale si stava facendo intervistare da Katrine. Kasper si precipita a casa della giornalista, aggredendo Benjamin e venendo sbattuto fuori dalla ragazza che non vuole più vederlo. Per confida a Birgitte che il divorzio da sua madre non è stato facile, facendosi promettere che lei non farà lo stesso errore con Phillip.
Grozin pretende l'estradizione di Bayanov, consegnando inoltre a Birgitte una lista di giornalisti a lui sgraditi dai quali non vuole essere intervistato. Stanca del suo atteggiamento palesemente autoritario, Birgitte fa pervenire a Katrine, tramite Kaspar, una domanda scomoda da porre come ultimo intervento in conferenza stampa, quando il leader della Turgisia non può più controbattere. La domanda sottinde il fatto che Grozin voglia barattare l'estradizione di Bayanov con la commessa dell'eolico, soprattutto considerando il fatto che si appresta ad assumere la guida dell'Organizzazione per la sicurezza e lo sviluppo democratico. A seguito della smentita di Grozin, Birgitte gli sussurra che ha respinto la richiesta di estradare Bayanov, lasciandolo libero di proseguire il suo tour europeo in difesa della libertà dei sarkesiani.

## Non vedo, non sento, non parlo
- Titolo originale: Ikke se, ikke høre, ikke tale
- Diretto da: Mikkel Nørgaard
- Scritto da: Adam Price, Tobias Lindholm e Jeppe Gjervig Gram
- Citazione di apertura: "La fiducia è bene, il controllo è meglio" (Lenin)

### Trama
Il ritrovamento di una cimice nella sede del Movimento solidale apre un caso dentro il governo. I primi sospetti si concentrano sui servizi segreti, tanto che la stampa inizia a parlare di Intelligence gate. Il ministro della Giustizia Höxenhaven viene messo a confronto con un esperto, secondo cui la tecnologia rinvenuta è talmente sofisticata che soltanto i servizi segreti possono esserne i responsabili. Birgitte si premura di rassicurare Lindenkrone che sarà istituita una commissione d'inchiesta per accertare l'esatto svolgimento dei fatti, nel timore che la leader del Movimento solidale possa aprire una crisi di governo. Tra le due donne c'è un rapporto speciale, visto che fu Birgitte a suggerire alla Lindenkrone di buttarsi in politica, quindi in un certo senso si può dire che sia stata la sua mentore. Katrine chiede a Benjamin di accompagnarla al Festival della televisione, dove è in lizza per il premio di giornalista televisiva dell'anno.
Höxenhaven chiarisce a Birgitte che la sede del Movimento solidale in precedenza era occupata da una casa editrice sospettata di vicinanza ad ambienti terroristici, il che giustificherebbe la presenza della cimice. Bramoso di discolparsi, Höxenhaven imbastisce una conferenza stampa improvvisata in cui però peggiora la situazione, alludendo chiaramente al fatto che indagini su esponenti del governo siano ancora in corso. Rimproverato da Birgitte, Höxenhaven le rivela che la persona coinvolta è la stessa Lindenkrone, della quale esiste un'intercettazione in cui minaccia di far rapire i figli dell'allora Ministro di Stato Hesselboe. L'audizione di Höxenhaven in Parlamento è un disastro, al punto che Birgitte lo invita a dimettersi prima che possa essere coinvolta lei stessa. Katrine litiga con Benjamin per il suo scarso interesse verso la politica. Birgitte sospetta Phillip di avere una relazione con una sua studentessa che ultimamente bazzica parecchio in casa loro.
L'intercettazione di Lindenkrone finisce tra le mani di TV1. Torben decide di mandarla in onda, anche se Katrine si dice perplessa sull'autenticità del nastro. Lindenkrone accusa Höxenhaven di averla fatta trapelare per discolpare sé stesso e i servizi segreti dalle loro responsabilità. Adesso Birgitte è nella posizione di non poter più cacciare Höxenhaven, dato che è la Lindenkrone a trovarsi nella posizione peggiore. Birgitte ha comunque scelto di punire Höxenhaven, biasimando il suo cinismo nei confronti della collega, comunicandogli che d'ora in avanti non avrà più alcuna voce in capitolo sulle decisioni del governo, mantenendo esclusivamente i rapporti professionali legati al suo dicastero. Al tempo stesso, il Ministro di Stato cerca di far capire a Lindenkrone che non può passare sopra quanto sentito nell'intercettazione, anche se rappresenta uno sfogo privo di conseguenze pratiche.

## Scheletri nell'armadio
- Titolo originale: Agurketid
- Diretto da: Mikkel Nørgaard
- Scritto da: Adam Price, Tobias Lindholm e Jeppe Gjervig Gram
- Citazione di apertura: "La storia è un incubo da cui sto cercando di svegliarmi" (James Joyce)

### Trama
Laugesen si appresta a pubblicare Exit, un libro in cui svela alcuni retroscena della politica. Kasper teme per il proprio futuro, poiché l'ex segretario laburista non poteva esimersi dal citare l'imbroglio con cui hanno messo fuori causa Hesselboe. Mentre si preoccupa di procurarsi una delle pochissime copie in anteprima del manoscritto, Kasper è raggiunto dalla madre che gli comunica la morte del padre. Birgitte cerca di riprendere le redini della famiglia, a cominciare dall'infelicità manifestata da Phillip e dal disagio di Magnus, il secondogenito che a otto anni si fa ancora la pipì addosso. Nonostante la contrarietà di Sejrø, Birgitte non vuole rinunciare alle vacanze estive, soprattutto perché possono contribuire a riportare la serenità in famiglia. I Nyborg si recano a Marienborg nella tenuta estiva del primo ministro in carica.
Kasper torna nella sua vecchia casa per organizzare il funerale del padre, dove rivive ricordi infelici della sua infanzia. La madre continua a chiamarlo Kenneth, il suo vero nome. La principale incombenza per lo spin doctor è però studiare con Birgitte una strategia difensiva per quando uscirà il libro di Laugesen. Kasper tenta di visionare la copia del manoscritto in possesso di Ulrik, collega di Katrine a TV1, rendendo evidente come la loro passata relazione continui a essere un problema. La vacanza a Marienborg non ha gli effetti sperati su Phillip, il quale attribuisce la propria apatia alle assenze di Birgitte che ha in testa soltanto la politica. Katrine capisce che è stato Kasper a dare a Laugesen le ricevute delle spese della moglie di Hesselboe, poiché quest'ultimo ha dichiarato che le custodiva il fidato Dahl. Kasper si vendica sul padre defunto, reo di averlo molestato quando era piccolo, non concedendogli una lapide e mandandolo alla cremazione in pigiama.
Come da previsioni, l'uscita di Exit fa scoppiare un polverone dentro il governo, con diversi ministri chiamati direttamente in causa da Laugesen. Birgitte si vede costretta a interrompere le vacanze, reagendo con ironico disinteresse alle congetture contenute nel libro di Laugesen. L'unico a dover parlare per chiarire la propria posizione è Kasper che, intervistato da TV1, discolpa Birgitte da ogni responsabilità sulla divulgazione delle ricevute, a cui lei era contraria. Successivamente Birgitte rilascia una dichiarazione in cui ribadisce la fiducia nel proprio spin doctor. Phillip ha accettato un lavoro che lo porterà molto all'estero, senza consultare Birgitte, anche se la decisione sembra aver ridato brio al loro matrimonio. Kasper è il solo presente al funerale del padre, dato che la madre non se l'è sentita di partecipare, ma inaspettatamente lo raggiunge Katrine che assiste con lui alla cremazione.

## Divide et impera
- Titolo originale: Del og hersk
- Diretto da: Annette K. Olesen
- Scritto da: Adam Price, Tobias Lindholm e Jeppe Gjervig Gram
- Citazione di apertura: "Capirai cosa ti ha colpito quando ormai sarà troppo tardi" (Un produttore di armi americano)

### Trama
Il ministro della Difesa Thorsen si appresta ad annunciare l'acquisto del nuovo caccia F26 Defender, ma Birgitte blocca la spesa perché reputa l’avanguardista velivolo eccessivamente costoso. Più in generale, il Ministro di Stato sta cominciando a voler avere l'ultima parola sulle scelte dei suoi ministri, scottata dagli ultimi casi della conferenza non autorizzata di Höxenhaven e del libro di Laugesen. Sejrø cerca di farla ragionare sul fatto che, non lasciando sufficiente spazio ai propri ministri, rischierebbe di addossarsi le responsabilità degli eventuali errori commessi, mentre invece dovrebbe applicare il principio del divide et impera. Esaminando meglio il dossier dell'F26, Birgitte scopre che l'azienda produttrice è la Via Electronics, la stessa presso cui è stato appena assunto Phillip. Contrariamente ai propri colleghi, Katrine è convinta che dietro l'acquisto del velivolo si annidino affari opachi.
Quando Hanne pubblica sull'Ekspres un servizio riguardante il viaggio del ministro Thorsen in Scozia per valutare l'acquisto dell'F26, Katrine ha la prova che i suoi sospetti erano fondati. La sua indagine la porta a scoprire che in Scozia Thorsen ha ricevuto in regalo dalla società Glen Farlan, il cui nome è sfuggito al capo di stato maggiore, due fucili piuttosto preziosi. Kasper avverte Birgitte che gli ultimi sviluppi rendono pericolosa la posizione di Phillip, dapprima giudicata ininfluente. Quando la moglie gli consegna la dichiarazione con cui rinuncia all'incarico in Via Electronics, Phillip la prende male, lasciando chiaramente intendere che questa mossa avrà conseguenze sul loro matrimonio. Birgitte ha intenzione di rendere pubbliche tutte le attività e le spese di ogni ministero, anche se Kasper cerca di farle capire che troppa trasparenza può essere pericolosa.
Birgitte deve essere intervistata da Katrine in prima serata. Nonostante avesse concordato con Kasper di discutere soltanto del nuovo piano trasparenza, Katrine preannuncia che intende rivolgere al primo ministro domande sui suoi problemi familiari, ma Torben non le dà il permesso. Phillip torna a casa, desideroso di far pace con la moglie, ma Birgitte non si fida di lui e, nel tentativo di scansarlo, scivola sul pavimento, procurandosi una ferita all'occhio. Katrine non obbedisce agli ordini e le rivolge domande sulla questione Via Electronics, a cui Birgitte risponde che è grata a Phillip per averla ascoltata. Torben è furibondo con Katrine per l'insubordinazione, mettendola in aspettativa un mese che dovrà usare per capire se vuole ancora far parte del team di TV1. Phillip reputa necessario che lui e Birgitte si prendano una pausa di riflessione.

## A caro prezzo
- Titolo originale: Første tirsdag i oktober
- Diretto da: Annette K. Olesen
- Scritto da: Adam Price, Tobias Lindholm e Jeppe Gjervig Gram.
- Citazione di apertura: "A un principe non mancano mai ragioni legittime per venir meno alla parola data" (Niccolò Machiavelli)

### Trama
Sono passate tre settimane dall'inizio della crisi coniugale e Birgitte, prossima a tagliare il traguardo del primo anno da Ministro di Stato, fatica a tenere il timone del governo. Hanne avverte Kasper di aver saputo che Birgitte dorme sola a Marienborg, fatto che se diventasse di dominio pubblico la farebbe apparire ulteriormente indebolita. Lo spin doctor ritiene che la soluzione potrebbe essere un servizio speciale di TV1 per celebrare il primo anno del suo governo, meglio ancora se comparisse al fianco di Phillip per smentire le illazioni sui suoi problemi familiari. Birgitte torna quindi a vivere a casa e sigla un patto con Phillip, lasciandolo libero di frequentare con discrezione chi vuole in cambio della sua presenza all'intervista con TV1. Tornata più serena da una vacanza a Rodi, Katrine fa pace con Torben che le assegna il servizio speciale su Birgitte, scatenando la gelosia di Ulrik che la accusa di essere sempre stata la cocca del caporedattore.
I Laburisti, dati dai sondaggi come l'unico partito della maggioranza in crescita, iniziano a invocare un rimpasto di governo. La loro prima richiesta è il dicastero delle Finanze, poiché il ministro Bent Sejrø risulta essere il meno amato, oltre ad avere una presunta relazione clandestina con la leader della Nuova Destra Yvonne Kjær. Laura, la figlia maggiore di Birgitte, ha perfettamente capito cosa sta succedendo tra i suoi genitori, ricevendo dalla madre la rassicurazione che tutto si sistemerà. Al contrario, Phillip si è stancato di una situazione che non riesce più a reggere e comunica a Birgitte che vuole il divorzio il prima possibile. Informato della notizia mentre stava lavorando con la redazione di TV1 al montaggio del servizio su Birgitte, Kasper ne ordina la cancellazione. Intanto, Ulrik ha fatto la spia con Katrine, segnalandole la presenza di Kasper in sala montaggio. Arrabbiata con Torben per essersi piegato alle volontà del governo, Katrine rassegna le dimissioni. 
Birgitte si vede costretta ad accogliere la richiesta di rimpasto dei Laburisti, così da presentare un governo rinnovato all'inaugurazione dell'anno parlamentare. Con profondo dolore il Ministro di Stato si vede quindi costretta a chiedere le dimissioni di Sejrø, ponendo fine a una collaborazione di lungo corso con quello che è sempre stato il suo mentore, il cui posto alle Finanze è preso da Pernille Madsen. In Parlamento Birgitte sceglie di parlare a braccio, rievocando la vittoria della nazionale di calcio della Danimarca al Campionato europeo del 1992 per auspicare che le forze politiche riescano a trovare la stessa unità d'intenti della gente che quella notte festeggiò il trionfo sportivo. Il discorso di Birgitte incassa numerosi apprezzamenti, compreso quello di Phillip e dei figli. Niels Erik Lund, il segretario di Birgitte che era sempre stato piuttosto freddo nei suoi confronti, ammette di essere rimasto stupito dalle capacità dimostrate nel suo primo anno di governo, pronosticandole una lunga vita da Ministro di Stato.